# Irene Papasová
Irene Papasová (řecky Ειρήνη Παππά, rodným jménem Irini Lelekou, řecky Ειρήνη Λελέκου, 3. září 1929, Chiliomodi – 14. září 2022) byla řecká herečka a zpěvačka, která se prosadila v Hollywoodu. Natočila přes sedmdesát filmů.

## Život
Narodila se jako Irini Lelekou (Ειρήνη Λελέκου) ve vesnici Chilimodi nedaleko Korintu. Vystudovala herectví a zpěv v Athénách. V roce 1947 se provdala za řeckého filmového režiséra Alkise Papase, se kterým se rozvedla v roce 1951.
V 50. letech se proslavila v italských a francouzských produkcích. V 60. letech ji objevil Hollywood, když po boku Anthony Quinna zazářila ve filmech Děla z Navarone a Řek Zorba. Jejím nejslavnějším filmem z pozdější tvorby je Mandolína kapitána Corelliho.
Jako zpěvačka se poprvé objevila roku 1970 na albu 666 skupiny Aphrodite's Child. Píseň „∞“ vzbudila pro svůj sexuální obsah kontroverze, zejména v Irenině rodném Řecku. O devět let později se Papasová k hudbě vrátila. S bývalým členem Aphrodite's Child, skladatelem Vangelisem, nahrála album řeckých lidových písní Odes. V roce 1983 pak album Rhapsodies, na kterém Vangelis elektronicky zpracoval byzantské liturgické zpěvy.
Byla členkou Komunistické strany Řecka.